# Стельмах, Валерий Павлович
Вале́рий Па́влович Сте́льмах (26 декабря 1943, Канск — 6 апреля 2010, Обнинск, Калужская область, Российская Федерация; похоронен на кладбище в деревне Доброе Калужской области) — советский и российский химик, переводчик, поэт.

## Происхождение и семья
Происходил из крестьян Гродненской губернии Белоруссии, переселившихся в Сибирь во время столыпинской аграрной реформы.
Отец — из служащих. В конце 1940-х гг. получил по ложному доносу пять лет лагерей, в заключении находился недалеко от Канска. По выходе из заключения почти сразу умер.
Мать — из рабочих.
Жена — Нина Васильевна Стельмах (урождённая Ломоносова), учёный (умерла раньше Валерия Стельмаха). Детей в браке не было.

## Биография
В 1960—1965 учился в Томском политехническом институте, после окончания которого был распределён в Обнинск для работы в научно-исследовательском институте. Себя называл «химик с литературным уклоном». В молодости полностью от руки переписал Библию, после пятидесяти лет принял православие. Участвовал в переписывании и распространении самиздата и, предположительно по этой причине, не смог защитить кандидатскую диссертацию. Последние годы жил в одиночестве. Умер из-за оторвавшегося тромба; тело нашли на третий день. Похоронен на Добринском кладбище.

## Литературная деятельность
Подготовил собрание сочинений Владимира Высоцкого. Автор статей о Высоцком и Пушкине, переводов Велесовой книги, стихов Бояна и «Слова о полку Игореве».
В 1990-е годы перевёл на русский язык большой цикл стихотворений украинского поэта-диссидента Миколы Руденко, частично опубликованный в журналах «Горизонт», «Дружба народов» и «Донецк».
Собственные стихи Стельмаха при его жизни два или три раза публиковались в обнинских газетах и по разу в журналах «Мосты» и «Грани». В конце жизни планировал, но не успел издать книгу избранных стихотворений.
О своих стихах сказал:
Стихи мои могут кое-кому показаться излишне книжными, — но я книжность недостатком не считаю. Это как цвет волос. И потом, книга — тоже отражение жизни, да такое, что порой литературные персонажи кажутся живее современников.

### Публикации Валерия Стельмаха

#### Патенты
- Доброва Е. И., Поздеев В. В., Стельмах В. П. Способ получения дибромида олова (Патент SU 1719310). 1978.

#### Публикации стихотворений
- Стельмах Валерий. Выбранный долг // Дети Ра. — 2010. — № 7 (69).
- Стельмах Валерий. Нет без наказания коварства // Литературная Россия. — 21 января 2011 года. — № 02—03. Архивировано 29 октября 2013 года.

### О Валерии Стельмахе
- Данилов Евгений. Ещё один неведомый миру поэт // Дети Ра. — 2010. — № 7 (69). Архивировано 29 октября 2013 года.
- Данилов Евгений. Петь, как жаворонок поёт. Мои воспоминания о Валерии Стельмахе // Литературная Россия. — 21 января 2011 года. — № 2-3. Архивировано 20 октября 2011 года.